# ミカエル・ロドラ
ミカエル・ロドラ（Michaël Llodra, 1980年5月18日 - ）は、フランス・パリ出身の男子プロテニス選手。ダブルスの得意なサーブ&ボレースタイルの選手として知られる。自己最高ランキングはシングルス21位、ダブルス3位。ATPツアーでシングルス5勝、ダブルス26勝を挙げた。身長190cm、体重80kg、左利き。フランスのメディアでは「ヨドラ」と発音している。
ダブルスで4大大会優勝3回、マスターズ・カップ優勝1回、ロンドンオリンピック男子ダブルス銀メダリスト。

## 来歴
6歳からテニスを始め、1999年にプロ入り。2002年から男子テニス国別対抗戦デビスカップフランス代表選手となり、ダブルス戦で活躍を始める。2002年から2004年までの3年連続で、ロドラは8歳年上のフランスの先輩選手ファブリス・サントロとペアを組んで全豪オープン男子ダブルス決勝に進出した。2002年全豪オープン男子ダブルス決勝ではダニエル・ネスター/マーク・ノールズ組に6-7, 3-6で敗れたが、翌2003年全豪オープン男子ダブルスでは2年連続の決勝対決となったネスター/ノールズ組を6-4, 3-6, 6-3で破り、4大大会男子ダブルス部門で初優勝を飾った。2004年全豪オープンでは、ロドラとサントロの組はブライアン兄弟を7-6, 6-3で破り、男子ダブルス2連覇を達成した。
しかし、2人は同年の全仏オープン男子ダブルス決勝で、オリビエ・ロクス/グザビエ・マリス組に5-7, 5-7で敗れてしまう。この全仏オープンでは、2人のペアは準々決勝でネスター/ノールズ組、準決勝でブライアン兄弟と強豪ペアを連破して勝ち上がったが、地元全仏での男子ダブルス優勝を逃した。同年のアテネ五輪でも、ロドラはフランス代表選手としてサントロとペアを組んで出場し、男子ダブルス1回戦では全仏決勝で苦杯をなめたベルギー代表のロクス/マリス組を破ったが、準々決勝でクロアチアのマリオ・アンチッチ/イワン・リュビチッチ組に6-4, 3-6, 7-9の逆転で敗れた。2005年の男子テニス年間最終戦テニス・マスターズ・カップ決勝で、ロドラとサントロの組はリーンダー・パエス/ネナド・ジモニッチ組を6-7, 6-3, 7-6で破って初優勝した。
しかし、抜群の相性を誇ったロドラとサントロはこの2005年テニス・マスターズ・カップ優勝を最後にペアを解消する。2006年から、ロドラは同じフランスのアルノー・クレマンと組んで試合に出場することが多くなった。2007年ウィンブルドン選手権で、ロドラとクレマンは初めての男子ダブルス決勝でブライアン兄弟を6-7, 6-3, 6-4, 6-4の逆転で破り、初優勝を決めた。ロドラにとっては、2004年全豪オープン以来3年ぶりの4大大会男子ダブルス3勝目になる。2人は2008年全豪オープンでも男子ダブルス決勝に進出したが、アンディ・ラム/ジョナサン・エルリック組に5-7, 6-7で敗れ、ロドラは4年ぶり3度目の全豪男子ダブルス優勝を逃した。同年の北京五輪で、ロドラとクレマンは男子ダブルス準決勝でシーモン・アスペリン/トーマス・ヨハンソン組に6-7, 6-4, 17-19で競り負け、3位決定戦でもブライアン兄弟に6-3, 3-6, 4-6で逆転負けを喫し、男子ダブルスのメダルを逃した。
デビスカップ2010決勝のセルビアではクレマンと組んだダブルスでビクトル・トロイツキ/ネナド・ジモニッチ組に逆転勝ちしたが、2勝2敗で迎えた最終戦のシングルスで、ロドラはトロイツキに完敗し、フランスは優勝を逃した。2011年はジモニッチとのペアでダブルス4勝を挙げ、自己最高のダブルスランキング3位を記録した。
2012年7月のロンドン五輪で3度目の五輪に出場した。ジョー＝ウィルフリード・ツォンガと組んだダブルスに出場し、準決勝でスペインのダビド・フェレール/フェリシアーノ・ロペス組に6-3, 4-6, 18-16で勝利し決勝に進出した。決勝ではブライアン兄弟に4-6, 6-7で敗れ銀メダルを獲得した。
シングルスでのロドラは、2004年全仏オープンと全米オープンの2大会で4回戦に進出した。敗れた対戦相手は、全仏オープンがティム・ヘンマンで、全米オープンはヨアキム・ヨハンソンあった。2008年のシーズンは久々にシングルスでも好成績を出し、全仏オープンで2度目の4回戦に勝ち残った。4年ぶりの全仏4回戦で、ロドラはエルネスツ・グルビスにストレート負けした。2011年ウィンブルドン選手権男子シングルスでウィンブルドンでは初めてとなる4回戦に進出したが、優勝したノバク・ジョコビッチに3-6, 3-6, 3-6で完敗した。
ロドラは2014年に現役を引退した。

## ATPツアー決勝進出結果

### シングルス: 10回 (5勝5敗)
| 大会グレード                            |
| グランドスラム (0-0)                    |
| ATPワールドツアー・ファイナル (0-0)     |
| ATPワールドツアー・マスターズ1000 (0-0) |
| ATPワールドツアー・500シリーズ (1-0)    |
| ATPワールドツアー・250シリーズ (4-5)    |

| サーフェス別タイトル |
| ハード (3-4)         |
| クレー (0-0)         |
| 芝 (2-1)             |
| カーペット (0-0)     |

| 結果   | No. | 決勝日        | 大会               | サーフェス    | 対戦相手                         | スコア              |
| ------ | --- | ------------- | ------------------ | ------------- | -------------------------------- | ------------------- |
| 準優勝 | 1.  | 2004年1月5日  | アデレード         | ハード        | ドミニク・フルバティ             | 4–6, 0–6            |
| 優勝   | 1.  | 2004年6月14日 | スヘルトーヘンボス | 芝            | ギリェルモ・コリア               | 6–3, 6–4            |
| 準優勝 | 2.  | 2005年6月13日 | スヘルトーヘンボス | 芝            | マリオ・アンチッチ               | 5–7, 4–6            |
| 優勝   | 2.  | 2008年1月5日  | アデレード         | ハード        | ヤルコ・ニエミネン               | 6–3, 6–4            |
| 優勝   | 3.  | 2008年2月18日 | ロッテルダム       | ハード (室内) | ロビン・セーデリング             | 6–7(3), 6–3, 7–6(4) |
| 準優勝 | 3.  | 2009年2月16日 | マルセイユ         | ハード (室内) | ジョー＝ウィルフリード・ツォンガ | 5–7, 6–7(3)         |
| 準優勝 | 4.  | 2009年11月1日 | リヨン             | ハード (室内) | イワン・リュビチッチ             | 5–7, 3–6            |
| 優勝   | 4.  | 2010年2月15日 | マルセイユ         | ハード (室内) | ジュリアン・ベネトー             | 6–3, 6–4            |
| 優勝   | 5.  | 2010年6月19日 | イーストボーン     | 芝            | ギリェルモ・ガルシア＝ロペス     | 7–5, 6–2            |
| 準優勝 | 5.  | 2012年2月26日 | マルセイユ         | ハード (室内) | フアン・マルティン・デル・ポトロ | 4–6, 4–6            |

### ダブルス: 48回 (26勝22敗)
| 大会グレード                            |
| グランドスラム (3–4)                    |
| ATPワールドツアー・ファイナル (1–1)     |
| ATPワールドツアー・マスターズ1000 (3–8) |
| オリンピック (0–1)                      |
| ATPワールドツアー・500シリーズ (6–1)    |
| ATPワールドツアー・250シリーズ (13–7)   |

| サーフェス別タイトル |
| ハード (18–14)       |
| クレー (2–6)         |
| 芝 (1–1)             |
| カーペット (5–1)     |

| 結果   | No. | 決勝日         | 大会                 | サーフェス        | パートナー                       | 対戦相手                                              | スコア                        |
| ------ | --- | -------------- | -------------------- | ----------------- | -------------------------------- | ----------------------------------------------------- | ----------------------------- |
| 優勝   | 1.  | 2000年5月1日   | マヨルカ             | クレー            | ディエゴ・ナルジーソ             | アルベルト・マルティン フェルナンド・ビセンテ         | 7–6(2), 7–6(3)                |
| 準優勝 | 1.  | 2002年1月27日  | 全豪オープン         | ハード            | ファブリス・サントロ             | マーク・ノールズ ダニエル・ネスター                   | 6–7(4), 3–6                   |
| 準優勝 | 2.  | 2002年7月22日  | ロサンゼルス         | ハード            | ジャスティン・ギメルストブ       | セバスチャン・グロジャン ニコラス・キーファー         | 4–6, 4–6                      |
| 優勝   | 2.  | 2003年1月26日  | 全豪オープン         | ハード            | ファブリス・サントロ             | マーク・ノールズ ダニエル・ネスター                   | 6–4, 3–6, 6–3                 |
| 準優勝 | 3.  | 2003年4月14日  | モンテカルロ         | クレー            | ファブリス・サントロ             | マヘシュ・ブパシ マックス・ミルヌイ                   | 4–6, 6–3, 6–7(6)              |
| 準優勝 | 4.  | 2003年5月12日  | ローマ               | クレー            | ファブリス・サントロ             | ウェイン・アーサーズ ポール・ハンリー                 | 1–6, 3–6                      |
| 準優勝 | 5.  | 2003年9月29日  | メス                 | ハード (室内)     | ファブリス・サントロ             | ジュリアン・ベネトー ニコラ・マユ                     | 6–7(2), 3–6                   |
| 準優勝 | 6.  | 2003年11月3日  | パリ                 | カーペット (室内) | ファブリス・サントロ             | ウェイン・アーサーズ ポール・ハンリー                 | 3–6, 6–1, 3–6                 |
| 準優勝 | 7.  | 2003年11月8日  | ヒューストン         | ハード            | ファブリス・サントロ             | ボブ・ブライアン マイク・ブライアン                   | 7–6(6), 3–6, 6–3, 6–7(3), 4–6 |
| 準優勝 | 8.  | 2004年1月11日  | アデレード           | ハード            | アルノー・クレマン               | ボブ・ブライアン マイク・ブライアン                   | 5–7, 3–6                      |
| 優勝   | 3.  | 2004年2月1日   | 全豪オープン         | ハード            | ファブリス・サントロ             | ボブ・ブライアン マイク・ブライアン                   | 7–6(4), 6–3                   |
| 準優勝 | 9.  | 2004年6月6日   | 全仏オープン         | クレー            | ファブリス・サントロ             | グザビエ・マリス オリビエ・ロクス                     | 5–7, 5–7                      |
| 優勝   | 4.  | 2004年8月23日  | ロングアイランド     | ハード            | アントニー・デュピュイ           | イブ・アレグロ ミヒャエル・コールマン                 | 6–2, 6–4                      |
| 優勝   | 5.  | 2004年10月31日 | サンクトペテルブルク | カーペット (室内) | アルノー・クレマン               | ドミニク・フルバティ ヤロスラフ・レビンスキー         | 6–3, 6–2                      |
| 準優勝 | 10. | 2005年1月16日  | シドニー             | ハード            | アルノー・クレマン               | マヘシュ・ブパシ トッド・ウッドブリッジ               | 3–6, 3–6                      |
| 優勝   | 6.  | 2005年5月2日   | ローマ               | クレー            | ファブリス・サントロ             | ボブ・ブライアン マイク・ブライアン                   | 6–4, 6–2                      |
| 準優勝 | 11. | 2005年5月9日   | ハンブルク           | クレー            | ファブリス・サントロ             | ヨナス・ビョルクマン マックス・ミルヌイ               | 6–4, 6–7(2), 6–7(3)           |
| 優勝   | 7.  | 2005年10月3日  | メス                 | ハード (室内)     | ファブリス・サントロ             | ホセ・アカスソ セバスティアン・プリエト               | 5-2, 3-5, 5-4(4)              |
| 優勝   | 8.  | 2005年10月24日 | リヨン               | カーペット (室内) | ファブリス・サントロ             | ジェフ・クッツェー ロヒール・ワッセン                 | 6–3, 6–1                      |
| 優勝   | 9.  | 2005年11月13日 | 上海                 | カーペット (室内) | ファブリス・サントロ             | リーンダー・パエス ネナド・ジモニッチ                 | 6–7(6), 6–3, 7–6(4)           |
| 優勝   | 10. | 2006年11月5日  | パリ                 | カーペット (室内) | アルノー・クレマン               | ファブリス・サントロ ネナド・ジモニッチ               | 7–6(4), 6–2                   |
| 優勝   | 11. | 2007年2月18日  | マルセイユ           | ハード (室内)     | アルノー・クレマン               | マーク・ノールズ ダニエル・ネスター                   | 7–5, 4–6, [10–8]              |
| 優勝   | 12. | 2007年7月8日   | ウィンブルドン       | 芝                | アルノー・クレマン               | ボブ・ブライアン マイク・ブライアン                   | 6–7(5), 6–3, 6–4, 6–4         |
| 準優勝 | 12. | 2007年9月29日  | バンコク             | ハード (室内)     | ニコラ・マユ                     | サンチャイ・ラティワタナ ソンチャット・ラティワタナ   | 6–3, 5–7, [7–10]              |
| 優勝   | 13. | 2007年10月7日  | メス                 | ハード (室内)     | アルノー・クレマン               | マリウシュ・フィルステンベルク マルチン・マトコフスキ | 6–1, 6–4                      |
| 準優勝 | 13. | 2007年10月14日 | ストックホルム       | ハード (室内)     | アルノー・クレマン               | ヨナス・ビョルクマン マックス・ミルヌイ               | 4–6, 4–6                      |
| 準優勝 | 14. | 2008年1月26日  | 全豪オープン         | ハード            | アルノー・クレマン               | ジョナサン・エルリック アンディ・ラム                 | 5–7, 6–7(4)                   |
| 優勝   | 14. | 2008年3月3日   | ラスベガス           | ハード            | ジュリアン・ベネトー             | ボブ・ブライアン マイク・ブライアン                   | 6–4, 4–6, [10–8]              |
| 優勝   | 15. | 2008年10月5日  | メス                 | ハード (室内)     | アルノー・クレマン               | マリウシュ・フィルステンベルク マルチン・マトコフスキ | 5–7, 6–3, [10–8]              |
| 優勝   | 16. | 2008年10月20日 | リヨン               | カーペット (室内) | アンディ・ラム                   | ステファン・フース ロス・ハッチンス                   | 6–3, 5–7, [10–8]              |
| 優勝   | 17. | 2009年2月22日  | マルセイユ           | ハード (室内)     | アルノー・クレマン               | ユリアン・ノール アンディ・ラム                       | 3–6, 6–3, [10–8]              |
| 準優勝 | 15. | 2009年9月27日  | メス                 | ハード (室内)     | アルノー・クレマン               | コリン・フレミング ケン・スクプスキ                   | 6–2, 4–6, [5–10]              |
| 優勝   | 18. | 2010年2月21日  | マルセイユ           | ハード (室内)     | ジュリアン・ベネトー             | ユリアン・ノール ロベルト・リンドステット             | 6–4, 6–3                      |
| 準優勝 | 16. | 2010年8月15日  | トロント             | ハード            | ジュリアン・ベネトー             | ボブ・ブライアン マイク・ブライアン                   | 5–7, 3–6                      |
| 準優勝 | 17. | 2011年2月13日  | ロッテルダム         | ハード (室内)     | ネナド・ジモニッチ               | ユルゲン・メルツァー フィリップ・ペッシュナー         | 4–6, 6–3, [5–10]              |
| 準優勝 | 18. | 2011年5月8日   | マドリード           | クレー            | ネナド・ジモニッチ               | ボブ・ブライアン マイク・ブライアン                   | 3–6, 3–6                      |
| 優勝   | 19. | 2011年8月7日   | ワシントンD.C.       | ハード            | ネナド・ジモニッチ               | ロベルト・リンドステット ホリア・テカウ               | 6–7(7), 7–6(8), [10–7]        |
| 優勝   | 20. | 2011年8月14日  | トロント             | ハード            | ネナド・ジモニッチ               | ボブ・ブライアン マイク・ブライアン                   | 6–4, 6–7(5), [10–5]           |
| 準優勝 | 19. | 2011年8月21日  | シンシナティ         | ハード            | ネナド・ジモニッチ               | マヘシュ・ブパシ リーンダー・パエス                   | 6–7(4), 6–7(2)                |
| 優勝   | 21. | 2011年10月9日  | 北京                 | ハード            | ネナド・ジモニッチ               | ロベルト・リンドステット ホリア・テカウ               | 7–6(2), 7–6(4)                |
| 準優勝 | 20. | 2011年10月16日 | 上海                 | ハード            | ネナド・ジモニッチ               | マックス・ミルヌイ ダニエル・ネスター                 | 6–3, 1–6, [10–12]             |
| 優勝   | 22. | 2011年11月6日  | バーゼル             | ハード (室内)     | ネナド・ジモニッチ               | マックス・ミルヌイ ダニエル・ネスター                 | 6–4, 7–5                      |
| 優勝   | 23. | 2012年2月19日  | ロッテルダム         | ハード (室内)     | ネナド・ジモニッチ               | ロベルト・リンドステット ホリア・テカウ               | 4–6, 7–5, [16–14]             |
| 準優勝 | 21. | 2012年8月4日   | ロンドン五輪         | 芝                | ジョー＝ウィルフリード・ツォンガ | ボブ・ブライアン マイク・ブライアン                   | 4–6, 6–7(2)                   |
| 優勝   | 24. | 2013年2月10日  | モンペリエ           | ハード (室内)     | マルク・ジケル                   | ヨハン・ブルンストロム レイベン・クラーセン           | 6–3, 3–6, [11–9]              |
| 優勝   | 25. | 2013年3月2日   | ドバイ               | ハード            | マヘシュ・ブパシ                 | ロベルト・リンドステット ネナド・ジモニッチ           | 7–6(6), 7–6(6)                |
| 準優勝 | 22. | 2013年6月8日   | 全仏オープン         | クレー            | ニコラ・マユ                     | ボブ・ブライアン マイク・ブライアン                   | 4–6, 6–4, 6–7(4)              |
| 優勝   | 26. | 2014年2月16日  | ロッテルダム         | ハード (室内)     | ニコラ・マユ                     | ジャン＝ジュリアン・ロイヤー ホリア・テカウ           | 6–2, 7–6(4)                   |

## 4大大会ダブルス優勝
- 全豪オープン 男子ダブルス：2勝（2003年・2004年） ［パートナー：ファブリス・サントロ］
- ウィンブルドン 男子ダブルス：1勝（2007年） ［パートナー：アルノー・クレマン］

## 4大大会成績

### シングルス
略語の説明
| W | F | SF | QF | #R | RR | Q# | LQ | A | Z# | PO | G | S | B | NMS | P | NH |

W=優勝, F=準優勝, SF=ベスト4, QF=ベスト8, #R=#回戦敗退, RR=ラウンドロビン敗退, Q#=予選#回戦敗退, LQ=予選敗退, A=大会不参加, Z#=デビスカップ/BJKカップ地域ゾーン, PO=デビスカップ/BJKカッププレーオフ, G=オリンピック金メダル, S=オリンピック銀メダル, B=オリンピック銅メダル, NMS=マスターズシリーズから降格, P=開催延期, NH=開催なし.
| 大会           | 2000 | 2001 | 2002 | 2003 | 2004 | 2005 | 2006 | 2007 | 2008 | 2009 | 2010 | 2011 | 2012 | 2013 | 2014 | 通算成績 |
| -------------- | ---- | ---- | ---- | ---- | ---- | ---- | ---- | ---- | ---- | ---- | ---- | ---- | ---- | ---- | ---- | -------- |
| 全豪オープン   | 2R   | LQ   | 1R   | 1R   | A    | 1R   | 1R   | 1R   | 1R   | 1R   | 2R   | 2R   | 3R   | 1R   | 1R   | 5–13     |
| 全仏オープン   | 1R   | 1R   | 1R   | 1R   | 4R   | 1R   | 1R   | 3R   | 4R   | 1R   | 1R   | 1R   | 2R   | 2R   | 1R   | 10–15    |
| ウィンブルドン | 2R   | 1R   | 1R   | 2R   | 1R   | 1R   | A    | 2R   | 1R   | 2R   | 2R   | 4R   | 1R   | 2R   | A    | 9–13     |
| 全米オープン   | LQ   | LQ   | 2R   | LQ   | 4R   | 1R   | LQ   | 2R   | 2R   | 1R   | 3R   | 2R   | 1R   | 1R   | 1R   | 9–11     |

### ダブルス
| 大会           | 1998 | 1999 | 2000 | 2001 | 2002 | 2003 | 2004 | 2005 | 2006 | 2007 | 2008 | 2009 | 2010 | 2011 | 2012 | 2013 | 2014 | SR     | W–L   |
| -------------- | ---- | ---- | ---- | ---- | ---- | ---- | ---- | ---- | ---- | ---- | ---- | ---- | ---- | ---- | ---- | ---- | ---- | ------ | ----- |
| 全豪オープン   | A    | A    | A    | 1R   | F    | W    | W    | QF   | 2R   | 1R   | F    | A    | 1R   | QF   | 3R   | 1R   | SF   | 2 / 13 | 35–11 |
| 全仏オープン   | A    | 2R   | 1R   | QF   | 2R   | 3R   | F    | 2R   | 3R   | 3R   | 1R   | 1R   | 3R   | SF   | QF   | F    | 3R   | 0 / 16 | 32–16 |
| ウィンブルドン | A    | A    | 2R   | 3R   | 1R   | 3R   | A    | QF   | A    | W    | A    | A    | QF   | SF   | 3R   | 2R   | SF   | 1 / 11 | 28–10 |
| 全米オープン   | A    | A    | 1R   | 1R   | 2R   | SF   | 2R   | 1R   | QF   | 2R   | 1R   | QF   | 2R   | 3R   | 1R   | 3R   | 2R   | 0 / 15 | 19–13 |